# 梁广
梁广（1909年—1990年），男，广东新会人，中华人民共和国政治人物，曾任广东省政协副主席，广东省总工会主席，广东省人大常委会副主任，第二、三、五、六届全国人大代表，第五届全国政协委员。